# Usman Sale
Usman Sani Sale Hassan (Jos, 27 agosto 1995) è un calciatore nigeriano, attaccante svincolato.

## Carriera

### Club
Proveniente dagli Wikki Tourists, a gennaio 2016 si è aggregato ai norvegesi del Viking per sostenere un provino. Il 1º febbraio 2016 ha firmato ufficialmente un contratto quadriennale con il club. Ha esordito in Eliteserien il 14 marzo successivo, subentrando a Suleiman Abdullahi nella vittoria sul campo del Vålerenga col punteggio di 0-2. Il 30 ottobre ha segnato la prima rete nella massima divisione locale, con cui ha contribuito al successo esterno per 0-2 in casa del Bodø/Glimt. Ha chiuso la stagione con 11 presenze tra campionato e coppa, con una rete all'attivo.
Il 5 dicembre 2019 è stato reso noto il suo trasferimento ai finlandesi del KuPS.
Dopo appena una stagione al KuPS, è stato girato in prestito all'AC Oulu. A fine stagione, dopo aver ottenuto la salvezza solo agli spareggi, rimane svincolato.

### Nazionale
Sale ha rappresentato la Nigeria a livello Under-20. È stato convocato per la Coppa delle Nazioni Africane di categoria del 2015, vinta proprio dalla sua Nigeria.

## Statistiche

### Presenze e reti nei club
Statistiche aggiornate al 4 febbraio 2022.
| Stagione              | Club                  | Campionato            | Campionato | Campionato | Coppe nazionali | Coppe nazionali | Coppe nazionali | Coppe continentali | Coppe continentali | Coppe continentali | Supercoppe | Supercoppe | Supercoppe | Totale | Totale |
| Stagione              | Club                  | Comp                  | Pres       | Reti       | Comp            | Pres            | Reti            | Comp               | Pres               | Reti               | Comp       | Pres       | Reti       | Pres   | Reti   |
| --------------------- | --------------------- | --------------------- | ---------- | ---------- | --------------- | --------------- | --------------- | ------------------ | ------------------ | ------------------ | ---------- | ---------- | ---------- | ------ | ------ |
| 2014                  | Wikki Tourists        | PL                    | ?          | ?          | FACup           | ?               | ?               | -                  | -                  | -                  | -          | -          | -          | ?      | ?      |
| 2015                  | Wikki Tourists        | PL                    | ?          | ?          | FACup           | ?               | ?               | -                  | -                  | -                  | -          | -          | -          | ?      | ?      |
| Totale Wikki Tourists | Totale Wikki Tourists | Totale Wikki Tourists | ?          | ?          |                 | ?               | ?               |                    | -                  | -                  |            | -          | -          | ?      | ?      |
| 2016                  | Viking                | ES                    | 9          | 1          | CN              | 2               | 0               | -                  | -                  | -                  | -          | -          | -          | 11     | 1      |
| 2017                  | Viking                | ES                    | 10         | 0          | CN              | 1               | 0               | -                  | -                  | -                  | -          | -          | -          | 11     | 0      |
| 2018                  | Viking                | 1D                    | 13         | 2          | CN              | 1               | 0               | -                  | -                  | -                  | -          | -          | -          | 14     | 2      |
| 2019                  | Viking                | ES                    | 9          | 1          | CN              | 3               | 0               | -                  | -                  | -                  | -          | -          | -          | 12     | 1      |
| Totale Viking         | Totale Viking         | Totale Viking         | 41         | 4          |                 | 7               | 0               |                    | -                  | -                  |            | -          | -          | 48     | 4      |
| 2020                  | KuPS                  | VL                    | 19         | 2          | CF              | 7               | 1               | UCL+UEL            | 1+3                | 0                  | -          | -          | -          | 30     | 3      |
| 2021                  | KuPS                  | VL                    | 4          | 1          | CF              | 1               | 0               | UCL+UEL            | -                  | -                  | -          | -          | -          | 5      | 1      |
| Totale KuPS           | Totale KuPS           | Totale KuPS           | 23         | 3          |                 | 8               | 1               |                    | 4                  | 0                  |            | -          | -          | 35     | 4      |
| 2021                  | AC Oulu               | VL                    | 15         | 1          | CF              | 0               | 0               | -                  | -                  | -                  | -          | -          | -          | 15     | 1      |
| Totale                | Totale                | Totale                | 79+        | 8+         |                 | 15+             | 1+              |                    | 4                  | 0                  |            | -          | -          | 98+    | 9+     |

## Palmarès

### Club

#### Competizioni nazionali
- 1. divisjon: 1

Viking: 2018
- Coppa di Norvegia: 1

Viking: 2019